# North Dandalup Important Bird Area
A North Dandalup Important Bird Area madárvédelmi terület egy erősen tagolt területű 76 négyzetkilométert magába foglaló védett terület nagyjából 50 kilométernyire déli irányban Perthtől, Nyugat-Ausztráliában. A terület nevét a közeli North Dandalup városkáról kapta.
A madárvédelmi terület határait a még megmaradt őshonos növényzettel borított részeken jelölték ki egy nagyjából het kilométeres sugarú körzet környékén, melyeket elsősorban eukaliptuszfélék erdeje, erdőfoltjai borítanak, valamint ez szolgál a gyászkakaduk alvóhelyéül. A madárvédelmi körzet állami erdőket, természetvédelmi területeket és víztározók területét is magában foglalja. A madárrezervátum egy része a Serpentine Nemzeti Park területén található. A régióban a mediterrán éghajlat uralkodik.

## Madárfajok

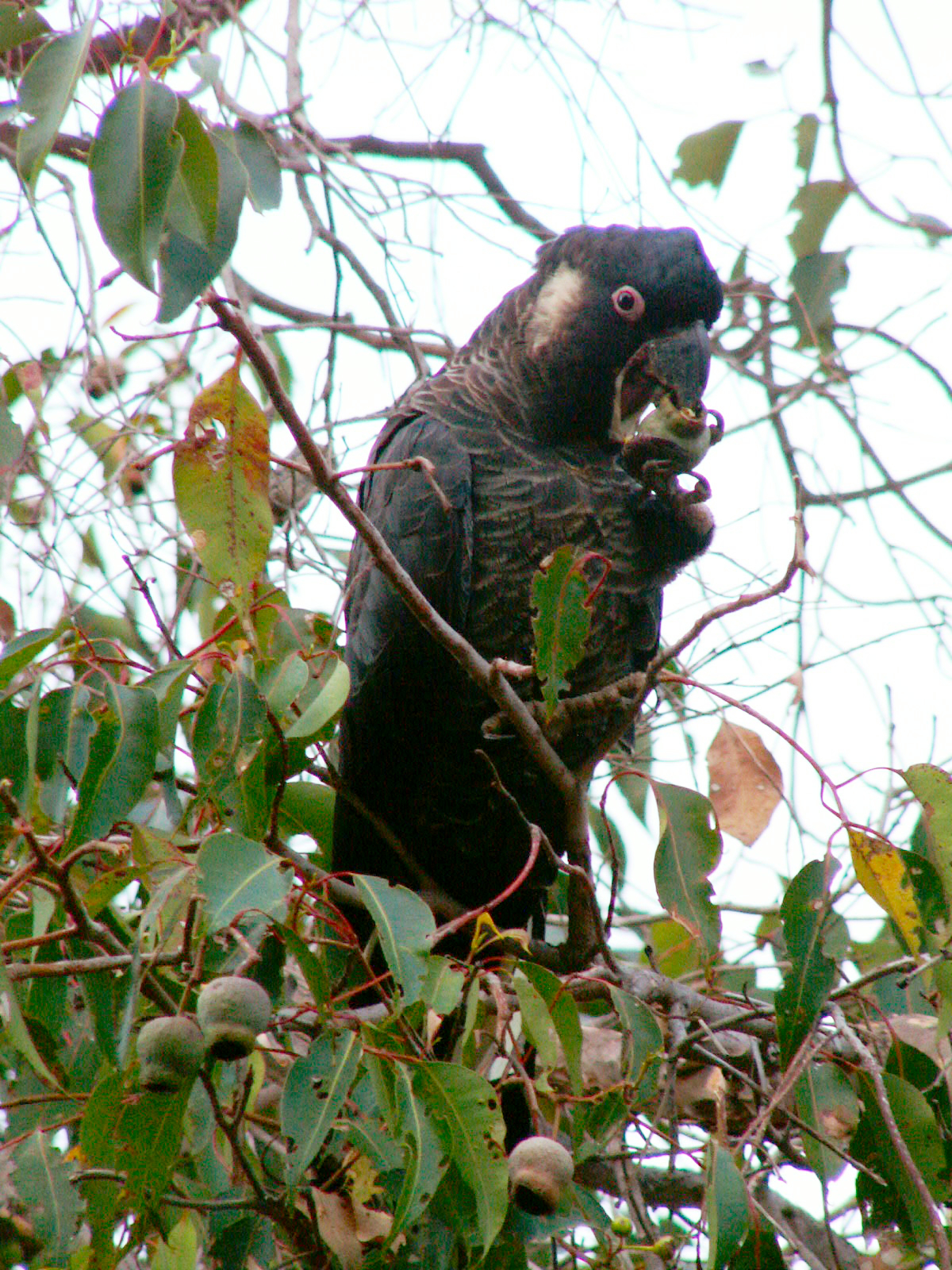
Fehérfülű gyászkakadu

A BirdLife International azért jelölte ki ennek a madárrezervátumnak a helyét itt, mert 765 fehérfülű gyászkakadu él a környéken, illetve számtalan fehérfarkú gyászkakadu költ itt. Ezen felül a területen még vörössapkás papagáj, Climacteris rufus, Hosszúfarkú tündérmadár, Acanthorhynchus superciliosus, Eopsaltria griseogularis, Eopsaltria georgiana, illetve Acanthiza inornata és pirosfarkú gyászkakadu is él.

## Fordítás
Ez a szócikk részben vagy egészben  a   North Dandalup Important Bird Area című angol Wikipédia-szócikk ezen változatának fordításán alapul.  Az eredeti cikk szerkesztőit annak laptörténete sorolja fel. Ez a jelzés csupán a megfogalmazás eredetét és a szerzői jogokat jelzi, nem szolgál a cikkben szereplő információk forrásmegjelöléseként.